# Gmina związkowa Elbe-Heide
Gmina związkowa Elbe-Heide (niem. Verbandsgemeinde Elbe-Heide) – gmina związkowa w Niemczech, w kraju związkowym Saksonia-Anhalt, w powiecie Börde. Siedziba gminy związkowej znajduje się w miejscowości Rogätz.
Gmina związkowa zrzesza siedem gmin wiejskich: 
- Angern
- Burgstall
- Colbitz
- Loitsche-Heinrichsberg
- Rogätz
- Westheide
- Zielitz